# Widerstandsgruppe Musée de l’Homme
Die Widerstandsgruppe Musée de l’Homme (französisch Réseau Musée de l’Homme) war während des Zweiten Weltkriegs eine Gruppe und später ein Netzwerk des Widerstands im von den Deutschen besetzten Frankreich. Nachdem sich die Gruppe in den Räumlichkeiten des Völkerkundemuseums Musée de l’Homme gegründet hatte, gab sie sich diesen Namen. Sie war die erste Oppositionsgruppe gegen das Vichy-Regime und gegen den Nationalsozialismus. Zahlreiche Mitglieder bezahlten ihre Widerstandsarbeit mit dem Leben.

## Vorgeschichte
Anlässlich der Weltausstellung des Jahres 1937 in Paris gründete der französische Ethnologe Paul Rivet das Musée de l’Homme. Das im Palais de Chaillot untergebrachte Völkerkundemuseum ging aus dem Musée d’ethnographie du Trocadéro (MET) hervor, dessen Direktor Rivet seit 1928 gewesen war.
Mit der Gründung des Comité de vigilance des intellectuels antifascistes („Wachsamkeits-Komitee der antifaschistischen Intellektuellen“) am 5. März 1934 wurde Rivet dessen Vorsitzender. Als Zeichen des Protests gegen den Waffenstillstand mit den deutschen Invasoren und Philippe Pétains Politik der Anbiederung brachte er am Tag des Einmarsches der Wehrmacht in Paris im Juni 1940 am Eingang des Museums ein Plakat mit dem Gedicht If— von Rudyard Kipling an. Am 14. Juli 1940 adressierte Rivet einen offenen Brief an Pétain, in dem er schrieb: „Sehr geehrter Herr Marschall, das Land ist nicht mit Ihnen, Frankreich ist nicht mehr mit Ihnen.“ Im Oktober 1940 wurde er von der Vichy-Regierung seiner Ämter enthoben.

## Geschichte
Ein großer Teil des Museumspersonals war ab September 1939 zum Militär eingezogen worden, andere gehörten zu den tausenden Menschen, die Paris auf der Flucht vor den Deutschen verlassen hatten. Die in der Stadt gebliebene Bibliothekarin Yvonne Oddon zog in das Musée de l’Homme und begann, mit Lucie Boutillier du Retail und Angehörigen der US-Botschaft den Deutschen entflohenen Gefangenen zu helfen. Bereits im Juli und August 1940 stießen weitere Personen wie der aus Russland stammende Ethnologe Boris Vildé und Oddons Ehemann Anatole Lewitsky hinzu. Weil die Zusammenkünfte der Gruppe in den Räumlichkeiten des Musée de l’Homme stattfanden, gab sich die Gruppe den Namen Réseau Musée de l’Homme. In Rivets Büro wurde das erste Flugblatt getippt, und auf Rivets Anregung weiteten sich die Aktivitäten der Gruppe rasch aus. Émilie Tillion, deren Tochter Germaine Tillion, Jean Paulhan, Agnès Humbert und andere schlossen sich dem Netzwerk an. Boris Vildé war der Leiter dieser Bewegung. Am Anfang hatte das Netz etwa 100 Mitglieder und wurde wahrscheinlich in 8 Untergruppen aufgeteilt. Das Netzwerk war nicht hierarchisch strukturiert, sondern bestand aus unterschiedlichen Einzelpersonen und Gruppen. Yvonne Oddon war Bibliothekarin, Boris Vildé und Anatole Lewitzky Ethnologen, Jean Blanzat und Claude Aveline Schriftsteller.
Das Netzwerk hatte sich auf die Schwerpunkte Fluchthilfe, Propaganda-Arbeit und Nachrichtendienst konzentriert. Und jede Untergruppe hatte einen speziellen Themenschwerpunkt. Die Flucht von Gefangenen konnten sie mit Hilfe gefälschter Krankheitsbescheinigungen und durch das Anwerben von Fluchthelfern durchführen. Für die Propaganda-Arbeit wurden mit La Vérité française und Résistance im September bzw. Dezember 1940 zwei verschiedene Untergrundzeitschriften aufgebaut. Beim Nachrichtendienst ging es hauptsächlich um die Sammlung von Informationen und deren Weitergabe nach London.
Am Jahresende 1940 fusionierte die Gruppe um Boris Vildé mit zwei anderen Gruppen. Spätestens von da an war es ein Netzwerk. Die erste Gruppe stand unter der Leitung von Maurice Dutheil de La Rochère und hatte etwa 50 Mitglieder. Die zweite Gruppe mit etwa 80 Angehörigen stand unter der Leitung von Paul Hauet und Germaine Tillion. Die drei Teilgruppen befanden sich in der gesamten Besatzungszone sowie in einigen Städten der unbesetzten Zone (Bordeaux, Perpignan, Toulouse, Lyon, Vichy) und hatten insgesamt etwa 230 Mitglieder.
Ab dem Beginn des Jahres 1941 ging es mit dem Netzwerk schnell „bergab“. Albert Gaveau, eine Kontaktperson von Boris Vildé, informierte im Januar/Februar 1941 die Abwehr über die Existenz des Widerstandsnetzwerks des Musée de l'Homme. Daraufhin wurden die ersten Mitglieder festgenommen. In Folge weiterer Ermittlungen wurde im Laufe des Jahres 1941 fast das gesamte Netzwerk zerschlagen. So wurde im August 1941 Germaine Tillion am Gare de Lyon in Paris verhaftet. Nach fast einjährigen Nachforschungen und Ermittlungen begann im Januar 1942 der Prozess gegen 19 Mitglieder des Netzwerkes.
Bei diesem Prozess gab es am Ende 10 Todesurteile und drei Mitglieder wurden zu Freiheitsstrafen verurteilt. Nur sechs Mitglieder kamen ohne Strafen davon. Die drei zum Tode verurteilten Frauen wurden schließlich in deutsche Konzentrationslager abtransportiert. Sieben Mitglieder wurden auf dem Mont-Valérien bei Suresnes erschossen: Valentin Feldman, Georges Ithier, Anatole Lewitsky, Léon Maurice Nordmann, René Sénéchal, Boris Vildé und Pierre Walter. In deutschen Gefängnissen/Zuchthäusern und Konzentrationslagern starben Emilie Tillion (KZ Ravensbrück), Raymond Burgard (Köln), Marcel Fleisser (KZ Buchenwald), Paul Hauet (KZ Neugamme), Charles Dutheil de La Rochère (ZH/KZ Sonnenburg), Renée Lévy (Köln) und Ernest Massip (KZ Buchenwald). Germaine Tillion überlebte das KZ Ravensbrück und starb 2008. Pierre Brossolette entzog sich 1944 in der Avenue Foch durch einen tödlichen Sprung aus dem Fenster den Verhören durch die Deutschen. Beide wurden im Jahr 2015 in das Panthéon, die Ruhmeshalle Frankreichs, aufgenommen.

## Mitgliederliste
Die nachfolgende Aufstellung erhebt keinen Anspruch auf Vollständigkeit.
| Name                                     | REF           | Gruppe, Bewegung, Netzwerk, Partei, Gewerkschaft | Geburtsort                               | Geburtsjahr | Sterbejahr | Sterbeort                                                    | Beruf                                        | Anmerkung, Bemerkung, Sterbeursache   | Foto |
| ---------------------------------------- | ------------- | ------------------------------------------------ | ---------------------------------------- | ----------- | ---------- | ------------------------------------------------------------ | -------------------------------------------- | ------------------------------------- | ---- |
| Marcel Abraham                           |               | Gruppe Musée de l’Homme                          | Paris                                    | 1898        | 1955       |                                                              | Lehrer                                       | (2. Weltkrieg überlebt)               |      |
| Jules Andrieu                            | [ 5 ]         | Gruppe Musée de l’Homme                          | Bruay-la-Buissiere oder Bruay-la-Artois  | 1896        | 1942       | Mont-Valérien, Suresnes                                      | Schulleiter                                  | (2. Weltkrieg nicht überlebt)         |      |
| Claude Aveline                           | [ 6 ]         | Gruppe Musée de l’Homme                          | Paris                                    | 1901        | 1992       | Paris                                                        | Kunstverleger, Schriftsteller                | (2. Weltkrieg überlebt)               |      |
| Jean Blanzat                             |               | Gruppe Musée de l’Homme                          | Domps                                    | 1906        | 1977       | Paris                                                        | Schriftsteller                               | (2. Weltkrieg überlebt)               |      |
| Jacqueline Bordelet                      | [ 7 ]         | Gruppe Musée de l’Homme                          | Paris                                    | 1912        | 2007       | Paris                                                        |                                              | (2. Weltkrieg überlebt)               |      |
| Élisabeth de la Bourdonnaye              | [ 8 ]         | Gruppe Musée de l’Homme                          | Monnaie                                  | 1898        | 1972       | Vernou sur Brenne                                            | Sekretärin                                   | (2. Weltkrieg überlebt)               |      |
| Pierre Brossolette                       | [ 9 ]         | Gruppe Musée de l’Homme                          | Paris                                    | 1903        | 1944       | Paris                                                        | Journalist                                   | Freitod in der Avenue Foch            |      |
| Raymond Burgard                          | [ 10 ]        | Gruppe Musée de l’Homme, Combat Zone Nord        | Troyes (Aube)                            | 1892        | 1944       | Köln                                                         | Professor                                    | (2. Weltkrieg nicht überlebt)         |      |
| Jean-Paul Carrier                        | [ 11 ]        | Gruppe Musée de l’Homme                          | Paris                                    | 1917        | 2000       | Fontenay-le-Comte                                            | Politiker                                    | (2. Weltkrieg überlebt)               |      |
| Jean Cassou                              | [ 12 ]        | Gruppe Musée de l’Homme                          | Bilbao                                   | 1897        | 1986       | Paris                                                        | Schriftsteller, Kunstkritiker                | (2. Weltkrieg überlebt)               |      |
| René-Yves Creston                        |               | Gruppe Musée de l’Homme                          | Saint-Nazaire                            | 1898        | 1964       | Étables-sur-Mer                                              | Ethnologe                                    | (2. Weltkrieg überlebt)               |      |
| Christiane Desroches Noblecourt          |               | Gruppe Musée de l’Homme                          | Paris                                    | 1913        | 2011       | Épernay                                                      | Archäologin                                  | (2. Weltkrieg überlebt)               |      |
| Colette Duval (Colette Vivier)           |               | Gruppe Musée de l’Homme                          | Paris                                    | 1898        | 1979       | Paris                                                        | Kinderbuchautorin                            | (2. Weltkrieg überlebt)               |      |
| Jean Duval                               |               | Gruppe Musée de l’Homme                          |                                          |             |            |                                                              |                                              |                                       |      |
| René Georges-Etienne                     | [ 13 ]        | Gruppe Musée de l’Homme                          | Paris                                    | 1909        | 1985       |                                                              | Jurist                                       | (2. Weltkrieg überlebt)               |      |
| Valentin Feldman                         |               | Gruppe Musée de l’Homme                          | Sankt Petersburg                         | 1909        | 1942       | Mont-Valérien, Suresnes                                      | Philosoph                                    | (2. Weltkrieg nicht überlebt)         |      |
| Marcel Fleisser                          |               | Gruppe Musée de l’Homme, Maquis AS de la Creuse  | Paris                                    | 1894        | 1945       | KZ Buchenwald                                                |                                              | (2. Weltkrieg nicht überlebt)         |      |
| Geneviève de Gaulle-Anthonioz            | [ 14 ]        | Gruppe Musée de l’Homme                          | Saint-Jean-de-Valerische                 | 1920        | 2002       | Paris                                                        | Historikerin, Ministeriumsmitarbeiterin      | (2. Weltkrieg überlebt)               |      |
| Jeanne Goupille                          |               | Gruppe Musée de l’Homme                          | Paris                                    | 1896        | 1987       | Tours                                                        |                                              | (2. Weltkrieg überlebt)               |      |
| Jean Hamburger                           |               | Gruppe Musée de l’Homme                          | Paris                                    | 1909        | 1992       | Paris                                                        | Nephrologe                                   | (2. Weltkrieg überlebt)               |      |
| Oberst Paul Hauet                        |               | Gruppe Musée de l’Homme                          | Skikda                                   | 1866        | 1945       | KZ Neuengamme                                                | Offizier                                     | Mitbegründer und Leiter des Netzwerks |      |
| Daniel Héricault                         | [ 15 ]        | Gruppe Musée de l’Homme                          | Paris                                    | 1903        | 1960       |                                                              |                                              | (2. Weltkrieg überlebt)               |      |
| Agnès Humbert , deportiert               | [ 16 ]        | Gruppe Musée de l’Homme                          | Dieppe                                   | 1894        | 1963       | Paris                                                        | Kunsthistorikerin                            | (2. Weltkrieg überlebt)               |      |
| René Iché                                |               | Gruppe Musée de l’Homme                          | Sallèles-d'Aude                          | 1897        | 1954       | Paris                                                        | Bildhauer                                    | (2. Weltkrieg überlebt)               |      |
| Georges Ithier                           | [ 17 ]        | Gruppe Musée de l’Homme                          | Bas Opisbo (Panama)                      | 1897        | 1942       | Mont-Valérien, Suresnes                                      | Dolmetscher                                  | (2. Weltkrieg nicht überlebt)         |      |
| Jean Jaudel                              |               | Gruppe Musée de l’Homme                          | Strasbourg                               | 1910        | 2006       | Paris                                                        |                                              | (2. Weltkrieg überlebt)               |      |
| Albert Jubineau                          | [ 18 ]        | Gruppe Musée de l’Homme                          | Saint-Nazaire                            | 1894        |            |                                                              |                                              |                                       |      |
| Oberst Charles Dutheil de La Rochère     |               | Gruppe Musée de l’Homme                          | Versailles                               | 1870        | 1944       | ZH Sonnenburg                                                | Offizier                                     | (2. Weltkrieg nicht überlebt)         |      |
| Graf Jehan de Launoy oder Jean de Launoy | [ 19 ]        | Gruppe Musée de l’Homme                          | Dünkirchen (Nord)                        | 1900        | 1942       | Paris                                                        | Flugzeugmonteur, dann Versicherungsvertreter | (erschossen, Schießstand Balard)      |      |
| Michel Leiris                            |               | Gruppe Musée de l’Homme                          | Paris                                    | 1901        | 1990       | Saint-Hilaire, Essonne                                       | Schriftsteller                               | (2. Weltkrieg überlebt)               |      |
| Sylvette Leleu                           | [ 20 ]        | Gruppe Musée de l’Homme                          | Bruay-en-Artois (Pas-de-Calais)          | 1908        | 1989       | Béthune (Pas-de-Calais)                                      | Werkstattleiter                              | (2. Weltkrieg überlebt)               |      |
| Renée Lévy                               | [ 21 ]        | Gruppe Musée de l’Homme, Reseau Hector           | Auxerre (Yonne)                          | 1906        | 1943       | Köln                                                         | Französischlehrerin                          | (enthauptet)                          |      |
| Anatole Lewitsky                         | [ 22 ]        | Gruppe Musée de l’Homme                          | Bogorodskoe (heute Krasnovo) in Russland | 1901        | 1942       | Mont-Valérien, Suresnes                                      | Anthropologe, Ethnologe                      | (2. Weltkrieg nicht überlebt)         |      |
| Suzanne Lhuillier                        |               | Gruppe Musée de l’Homme                          | Paris oder Nancy                         | 1890        |            |                                                              |                                              |                                       |      |
| Éveline Lot-Falck                        |               | Gruppe Musée de l’Homme                          |                                          | 1918        | 1974       |                                                              | Anthropologin                                | (2. Weltkrieg überlebt)               |      |
| Kapitän Ernest Massip                    | [ 23 ]        | Gruppe Musée de l’Homme                          | St Igest                                 | 1890        | 1945       | KZ Buchenwald                                                |                                              | (2. Weltkrieg nicht überlebt)         |      |
| Marie-Josette Massip-Petit               |               | Gruppe Musée de l’Homme                          | Marseille                                | 1922        |            |                                                              |                                              |                                       |      |
| Thérèse Marie Massip                     | [ 24 ]        | Gruppe Musée de l’Homme                          | Colombey-les-Belles                      | 1917        |            |                                                              |                                              |                                       |      |
| Jaques Monod                             |               | Gruppe Musée de l’Homme                          | Paris                                    | 1910        | 1976       | Cannes                                                       | Biochemiker                                  | (2. Weltkrieg überlebt)               |      |
| Léon Maurice Nordmann                    | [ 25 ]        | Gruppe Musée de l’Homme                          | Paris                                    | 1908        | 1942       | Mont-Valérien, Suresnes                                      | Jurist                                       | (2. Weltkrieg nicht überlebt)         |      |
| Yvonne Oddon                             | [ 26 ]        | Gruppe Musée de l’Homme                          | Gap (Hautes-Alpes)                       | 1902        | 1982       | Paris                                                        | Bibliothekarin                               | (2. Weltkrieg überlebt)               |      |
| Jean Paulhan                             | [ 27 ]        | Gruppe Musée de l’Homme                          | Nîmes (Gard)                             | 1884        | 1968       | Neuilly-sur-Seine (Hauts-de-Seine) oder Boissise-la-Bertrand | Schriftsteller                               | (2. Weltkrieg überlebt)               |      |
| Maguy / Marguerite Perrier               |               | Gruppe Musée de l’Homme, Combat Zone Nord        | Paris                                    | 1895        | 1985       |                                                              |                                              | (2. Weltkrieg überlebt)               |      |
| Germaine Quoniam                         |               | Gruppe Musée de l’Homme                          | Rouen                                    | 1907        |            |                                                              |                                              |                                       |      |
| Paul Rivet                               | [ 28 ]        | Gruppe Musée de l’Homme                          | Wasigny                                  | 1876        | 1958       | Paris                                                        | Ethnologe, Militärarzt                       | (2. Weltkrieg überlebt)               |      |
| Colette Sanson (geb. Lucas)              |               | Gruppe Musée de l’Homme                          | Niort                                    | 1918        | 2006       |                                                              |                                              | (2. Weltkrieg überlebt)               |      |
| René Sanson                              |               | Gruppe Musée de l’Homme                          | Paris                                    | 1910        | 2004       | Paris                                                        | Jurist, Politiker                            | (2. Weltkrieg überlebt)               |      |
| René Sénéchal                            | [ 29 ]        | Gruppe Musée de l’Homme                          | Ham-en-Artois (Pas-de-Calais)            | 1922        | 1942       | Mont-Valérien, Suresnes                                      | Buchhalter                                   | (2. Weltkrieg nicht überlebt)         |      |
| Alice Simonet (geb. Chantelauze)         | [ 30 ] [ 31 ] | Gruppe Musée de l’Homme                          | Bertignat (Puy-de-Dôme)                  | 1900        | 1956       | Clermont Ferrand                                             |                                              | (2. Weltkrieg überlebt)               |      |
| Henri Simonet                            |               | Gruppe Musée de l’Homme                          |                                          |             |            |                                                              |                                              |                                       |      |
| Emilie Tillion                           | [ 32 ]        | Gruppe Musée de l’Homme                          | Talizat                                  | 1876        | 1945       | KZ Ravensbrück                                               | Schriftstellerin                             | (2. Weltkrieg nicht überlebt)         |      |
| Germaine Tillion                         | [ 33 ] [ 34 ] | Gruppe Musée de l’Homme                          | Allegre                                  | 1907        | 2008       | Saint-Mandé (Val-de-Marne)                                   | Ethnologin                                   | (2. Weltkrieg überlebt)               |      |
| Boris Vildé                              | [ 35 ]        | Gruppe Musée de l’Homme                          | Sankt-Petersburg (Russland)              | 1908        | 1942       | Mont-Valérien, Suresnes                                      | Ethnologe                                    | (2. Weltkrieg nicht überlebt)         |      |
| Pierre Walter                            | [ 36 ]        | Gruppe Musée de l’Homme                          | Montigny-lès-Metz (Mosel)                | 1906        | 1942       | Mont-Valérien, Suresnes                                      | Photograph                                   | (2. Weltkrieg nicht überlebt)         |      |
| Henri Waquet                             |               | Gruppe Musée de l’Homme                          | Lorient                                  | 1897        | 1958       | Quimper                                                      | Archivar, Historiker                         | (2. Weltkrieg überlebt)               |      |
| André Weil-Curiel                        | [ 37 ]        | Gruppe Musée de l’Homme                          | Paris                                    | 1910        | 1988       |                                                              | Jurist                                       | (2. Weltkrieg überlebt)               |      |